# Dark ambient
Dark ambient (oorspronkelijk ambient industrial genoemd) is een vorm van elektronische muziek die in de jaren tachtig ontstond. Het is een van de subgenres van ambient.

## Oorsprong
Dark ambient heeft zijn wortels uit de jaren 70, toen kleinere effectapparatuur en synthesizers werden geïntroduceerd. Vroege elementen uit het genre kunnen gevonden worden op het album D.o.A: The Third and Final Report of Throbbing Gristle uit 1978 van de rockband Throbbing Gristle. Een andere voorloper van het muziekgenre was Tangerine Dream met het album Zeit uit 1972. Ook het nummer Mitternacht van Kraftwerk uit 1974 kan worden aangemerkt als dark ambient avant la lettre, evenals Bruder des Schattens van Popol Vuh, dat Werner Herzog in 1979 gebruikte als filmmuziek voor Nosferatu: Phantom der Nacht.
Muziekprojecten zoals Lustmord, Nocturnal Emissions, Zoviet France en Lilith ontstonden uit de industrial-muziek in de jaren 80 en waren een van de eerste artiesten die consistent dark ambientmuziek produceerden. Deze artiesten maken gebruik van enkele principes zoals de geluid- en schoktactiek, maar passen deze subtieler toe in de muziek.

## Eigenschappen
Dark ambient bestaat vaak uit ontwikkelende dissonante harmonieën van een drone en laagfrequente resonanties, gerommel, machinegeluiden, soms aangevuld met gongs, percussieve ritmes en zwaar vervormde stemmen.
De muziek creëert een gevoel van melancholie, eenzaamheid en isolatie en wordt soms ook wel geassocieerd met horrorfilms, spoken en catacombes. Hoewel het thema 'donker' is, gebruiken sommige artiesten ook meer organische soundscapes. Voorbeelden hiervan zijn te vinden in de muziek van Oöphoi, Alio Die, Mathias Grassow, Tau Ceti en Klaus Wiese.

## Artiesten
Een greep van artiesten die ambient industrial en dark ambient hebben gespeeld zijn:
- Akira Yamaoka
- Cabaret Voltaire
- Controlled Bleeding
- Coph Nia
- CTI
- Daniel Menche
- Desiderii Marginis
- Deutsch Nepal
- Endura
- Final
- Hafler Trio
- Hieronymus Bosch (de Nieuw-Zeelandse band, niet de gelijknamige Russische)
- Hwyl Nofio
- Lab Report
- Lull
- PGR
- Robin Rimbaud
- SPK
- Thomas Köner
- Vidna Obmana